# أودري أزولاي
أودري أزولاي (بالفرنسية:: Audrey Azoulay؛ و. 4 أغسطس 1972) هي موظفة مدنية وسياسية فرنسية من أصول مغربية وكانت وزيرة الثقافة الفرنسية. يوم 13 أكتوبر 2017، اُنْتُخِبَتْ مديرةً عامةً لمنظمة الأمم المتحدة للتربية والعلم والثقافة (يونسكو).
كانت مستشارة لرئيس الجمهورية الفرنسية فرانسوا أولاند، ومسؤولة عن الثقافة والتواصل بين 2014 و2016، ثم أصبحت وزيرة الثقافة في إدارة مانويل فالس الثانية وإدارة برنار كازنوف.
انضمت أزولاي عام 2006 إلى المركز الوطني الفرنسي للتصوير السينمائي، وتولت منصب نائبة مديرة لشؤون الوسائط المتعددة ثم المديرة المالية والقانونية ونائبة مديرة عامة. ثم خلفت فلوغ پالغا كالمديرة العامة للثقافة يوم 11 فبراير 2016. خلال فترتها في هذا المنصب، زادت ميزانية بمعدل 6.6% إلى 2.9 مليار يورو في 2017 وذلك أكبر مبلغ من المال الحكومي المخصص للفنون في تاريخ الدولة. تحت قيادتها، دعمت الحكومة جائزة للفن المعاصر للنساء أطلقتها منظمة أوار (AWARE—أرشيف الفنانات والبحوث والمعارض).
لعبت دوراً أساسياً على الصعيد الدولي في مبادرات مشتركة من فرنسا ويونسكو والإمارات العربية المتحدة لأجل حماية التراث الثقافي في مناطق النزاع، وفي مؤتمر عن الثقافة لمجموعة الدول الصناعية السبع معقود للمرة الأولى في مارس 2017، أعلنت أزولاي وصدّقت على «إعلان فلورنسا» الذي يدين تدمير المواقع التراثية.
ولدت في باريس لعائلة مغربية يهودية من مدينة الصويرة. هي ابنة أندري أزولاي، وهو مستشار للملك المغربي محمد السادس حالياً. قالت أزولاي إنها «تربت في بيئة يسارية» «مسيسة على الصراع الإسرائيلي-الفلسطيني.»
في 3 ديسمبر 2020، أعلن المغرب تأييد ترشحها لولاية ثانية في منصب رئيسة لليونسكو.

## النشأة والدراسة
حصلت أزولاي على شهادة ماجستير في علوم الإدارة من جامعة باريس دوفين سنة 1994 وعلى شهادة ماجستير في إدارة الأعمال من جامعة لانكستر. درست كذلك في معهد الدراسات السياسية بباريس والمدرسة الوطنية للإدارة.
بذلت جهودا كبيرة لإنقاذ الآثار والتراث في المناطق التي تجتاحها الحروب، فبعد قيام تنظيم الدولة بتدمير آثار في نينوى والموصل قدمت لمدير متحف اللوفر خطة لإنقاذ ذلك التراث، وكانت تلك الخطة هي التي تم إعلانها بالمشاركة مع إيرينا بوكوفا مديرة اليونسكو في 18 مارس / آذار عام 2015.

## تأثيرها الاجتماعي والدولي
برزت أزولاي كعنصر نشط وفاعل في تشجيع الإبداع والحوار وتعزيز التعليم للجميع ومشاركة المتاحف والمعارض في العملية التعليمية مثل مهمة «متاحف القرن الحادي والعشرين» والتي أطلقتها في عام 2016.
أطلقت مبادرة دولية للتنوع الثقافي من خلال الكتب، وذلك بتمويل المكتبات التي توزع الكتب الصادرة بالفرنسية في الخارج وتشجيع الترجمة في حوض البحر المتوسط..
كما أطلقت في فرنسا مبادرات لتشجيع حرية الإبداع وحماية حقوق الملكية الفكرية وغيرها من الحقوق في العصر الرقمي.

## الحياة الخاصة
أزولاي متزوجة ولديها طفلان، كما أنها تجيد إلى جانب لغتها الأم الفرنسية كل من الإنجليزية والإسبانية بطلاقة.

## روابط خارجية
- أودري أزولاي على موقع IMDb (الإنجليزية)
- أودري أزولاي على موقع مونزينجر (الألمانية)